# Zgoša
Zgoša este o localitate din comuna Radovljica, Slovenia, cu o populație de 313 locuitori.